# Chiazze verdi
Chiazze verdi (Green Patches) è un racconto di fantascienza di Isaac Asimov scritto nel 1950 e pubblicato per la prima volta nel numero di novembre 1950 della rivista Galaxy Science Fiction col titolo Misbegotten Missionary.
Successivamente è stato incluso (col titolo Green Patches) nella raccolta Antologia personale (Nightfall and Other Stories) del 1969.
Il racconto è stato pubblicato varie volte in italiano a partire dal 1953 anche con i titoli Missione nell'iperspazio e Missionario incompreso.
Il tema di un pianeta guidato da una coscienza comune torna nei romanzi L'orlo della Fondazione, Fondazione e Terra e Nemesis.

## Trama
Una nave spaziale di coloni umani atterra su di un pianeta sconosciuto, che viene poi battezzato "Pianeta di Saybrook " dal nome del capitano. Costui analizza l'abbondante vita animale e vegetale del pianeta, venendo alla conclusione che sia tutto parte di un singolo organismo dotato di una coscienza unica. Tale organismo percepisce gli umani e le altre forme di vita terrestri che viaggiano con loro come esseri "incompleti" o meri " frammenti di vita", in quanto non facenti parte della perfetta coscienza planetaria. Decide quindi di integrarli in sé rendendo incinte tutte le femmine di animali presenti sulla nave colonia: i nuovi nati presentano chiazze di peluria verde al posto degli occhi. Quando il capitano Saybrook si rende conto che tutte le donne del suo equipaggio sono incinte, manda un rapporto subeterico alla Terra e decide di autodistruggere la nave.
Dopo qualche tempo, una nave spaziale di ricerca atterra sul pianeta per investigare sul rapporto ricevuto dalla nave di Saybrook. L'equipaggio non corre rischi, incenerendo tutte le forme di vita attorno al punto di atterraggio per impedire loro di penetrare a bordo. Avendo ottenuto le prove di quanto dichiarato nel rapporto di Saybrook, l'equipaggio si prepara a far ritorno sulla Terra per assicurarsi che il pianeta venga messo in quarantena permanentemente.
Ma all'insaputa dell'equipaggio la nave trasporta un clandestino, un animale del pianeta che è riuscito a introdursi a bordo. Questa creatura, perfettamente mimetizzata nelle apparecchiature della nave, ha come scopo quello di convertire i “frammenti di vita” in un unico organismo, con una coscienza comune e chiazze di peluria verde al posto degli occhi.